# Anthomyia maculipennis
Anthomyia maculipennis este o specie de muște din genul Anthomyia, familia Anthomyiidae. A fost descrisă pentru prima dată de Stein în anul 1918. Conform Catalogue of Life specia Anthomyia maculipennis nu are subspecii cunoscute.